# Gran turismo
För andra betydelser, se Gran turismo (olika betydelser).

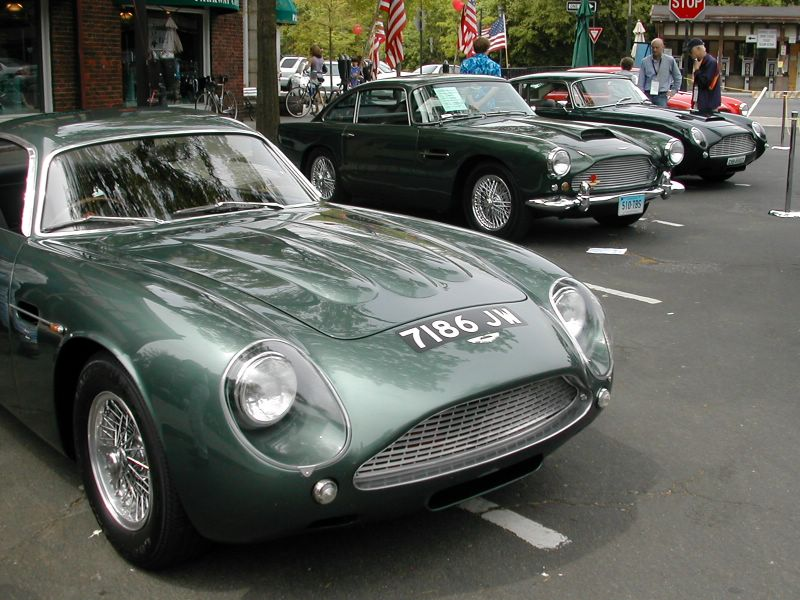
Aston Martin DB4 GT Zagato med Aston Martin DB5 i bakgrunden

Gran turismo, eller GT, är en italiensk term för en speciell typ av bil (det engelska uttrycket Grand Tourer förekommer också). En GT-bil utmärks av att den är en sportig bil som oftast är avsedd att transportera två till fyra personer och deras bagage så snabbt och bekvämt som möjligt över längre sträckor.

## Beskrivning
En klassisk GT är vanligtvis en 2-dörras coupé, i regel något större än vanliga sportbilar och har ofta fyra sittplatser i ett så kallat 2+2-arrangemang, av vilket uttyds att de båda bakre sittplatserna är avsedda för provisoriskt bruk. Trots att GT- bilar ofta är utrustade med många lyxdetaljer har de ofta prestanda jämförbar med andra sportbilar.
I bilden av en Gran Turismo ingår det oftast ett välvårdat och välbärgat par eller den livsbejakande ensamme mannen. Filmkaraktärer som Helgonet och James Bond har ofta placerats i denna typ av bil.
Idag används begreppet GT flitigt i bilbranschen i syfte att skänka vanliga bilar mer glans. Exempel på detta fenomen är Golf GTI, Peugeot 206 GT och Fiat Punto GT. Antalet renodlade GT-bilar är dock få.
Motorn i den optimala GT-vagnen har åtta, tio eller tolv cylindrar. Ofta saknar motorn turbo för att understryka bilens betoning på komfort och relativt odramatisk acceleration med jämn och hög effekt från lågt varvtal. Kompressormatning förekommer däremot på en del modeller och har så gjort sedan mellankrigstiden.

### Exempel på GT-bilar
| - Aston Martin DB5 - Aston Martin DB9 - BMW 3-serie Gran Turismo - BMW 5-serie Gran Turismo - BMW 6-serie - BMW 8-serie | - Ferrari 365 GT 2+2 - Ferrari 612 Scaglietti - Iso Rivolta Lele - Jaguar XK - Jensen Interceptor - Lancia Aurelia | - Maserati Ghibli - Maserati GranTurismo - Mercedes-Benz CL-klass - Monteverdi 375 |

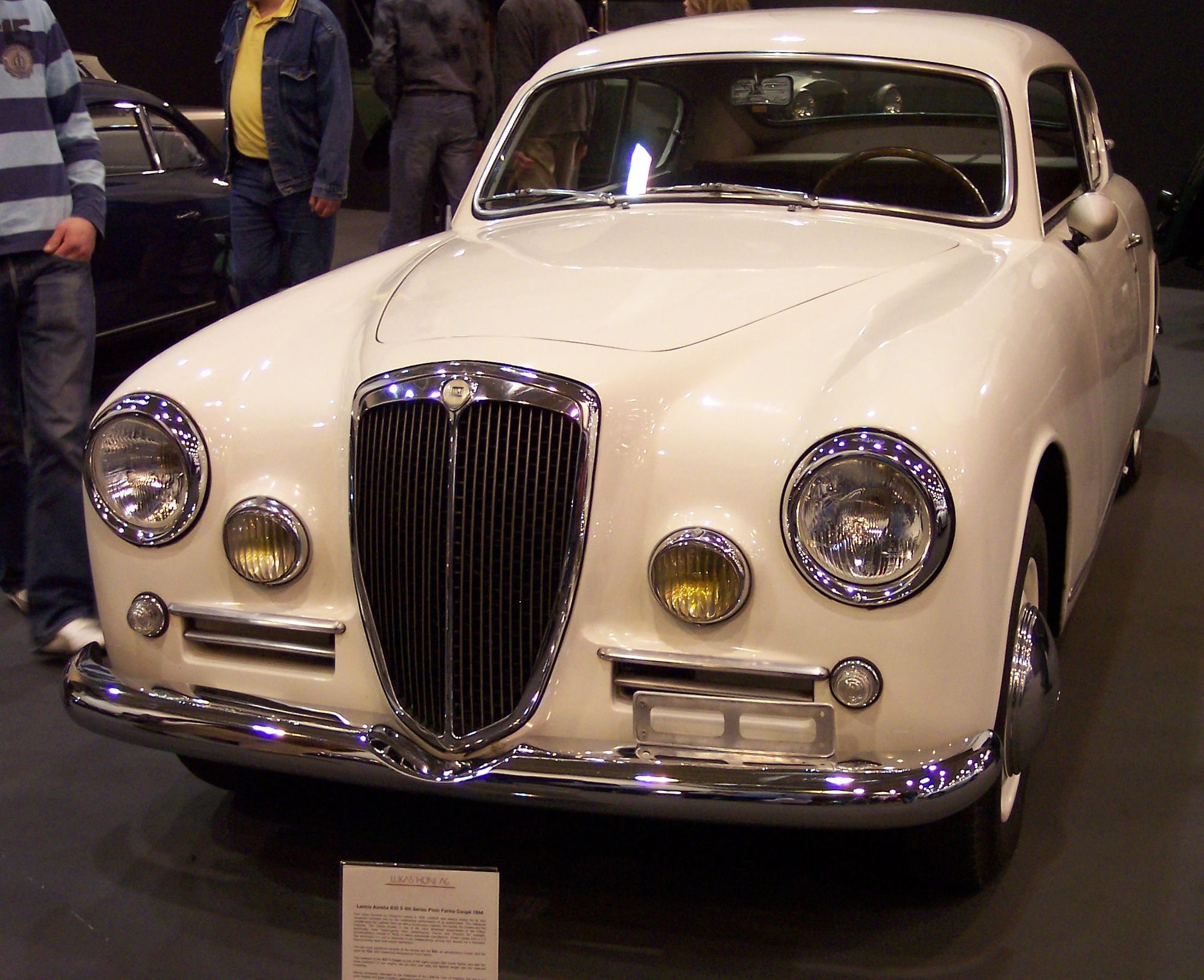
Lancia Aurelia B20 1954
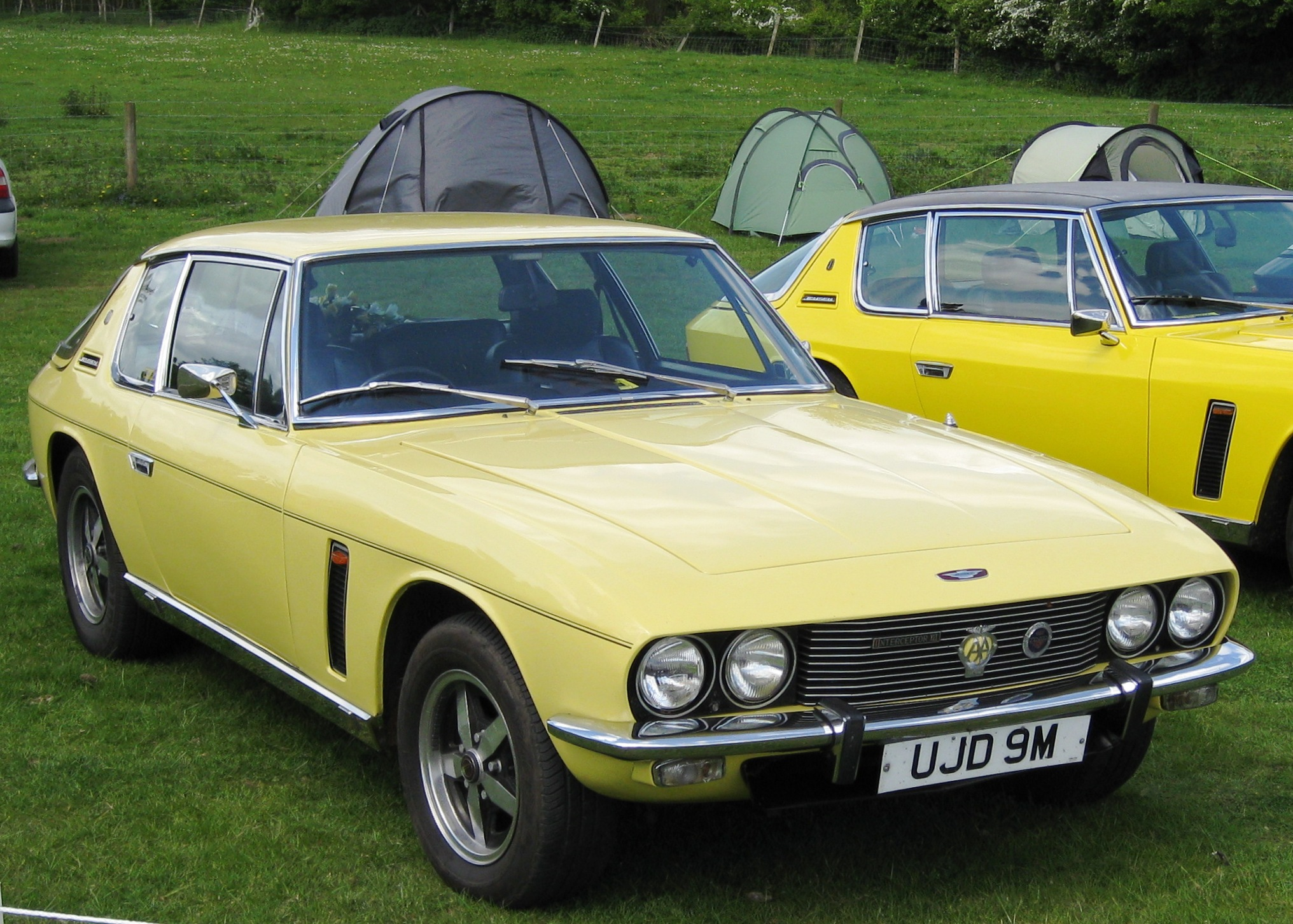
Jensen Interceptor 1973
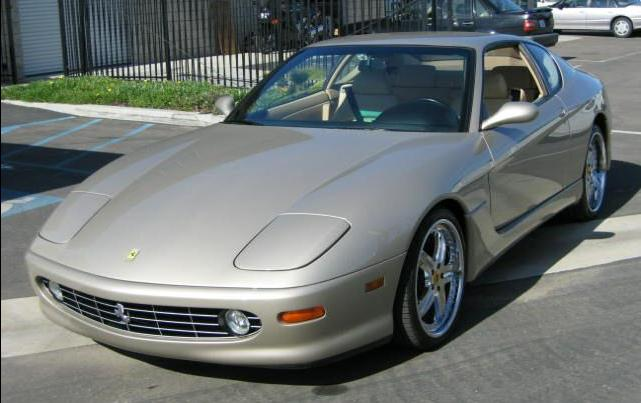
Ferrari 456 1999
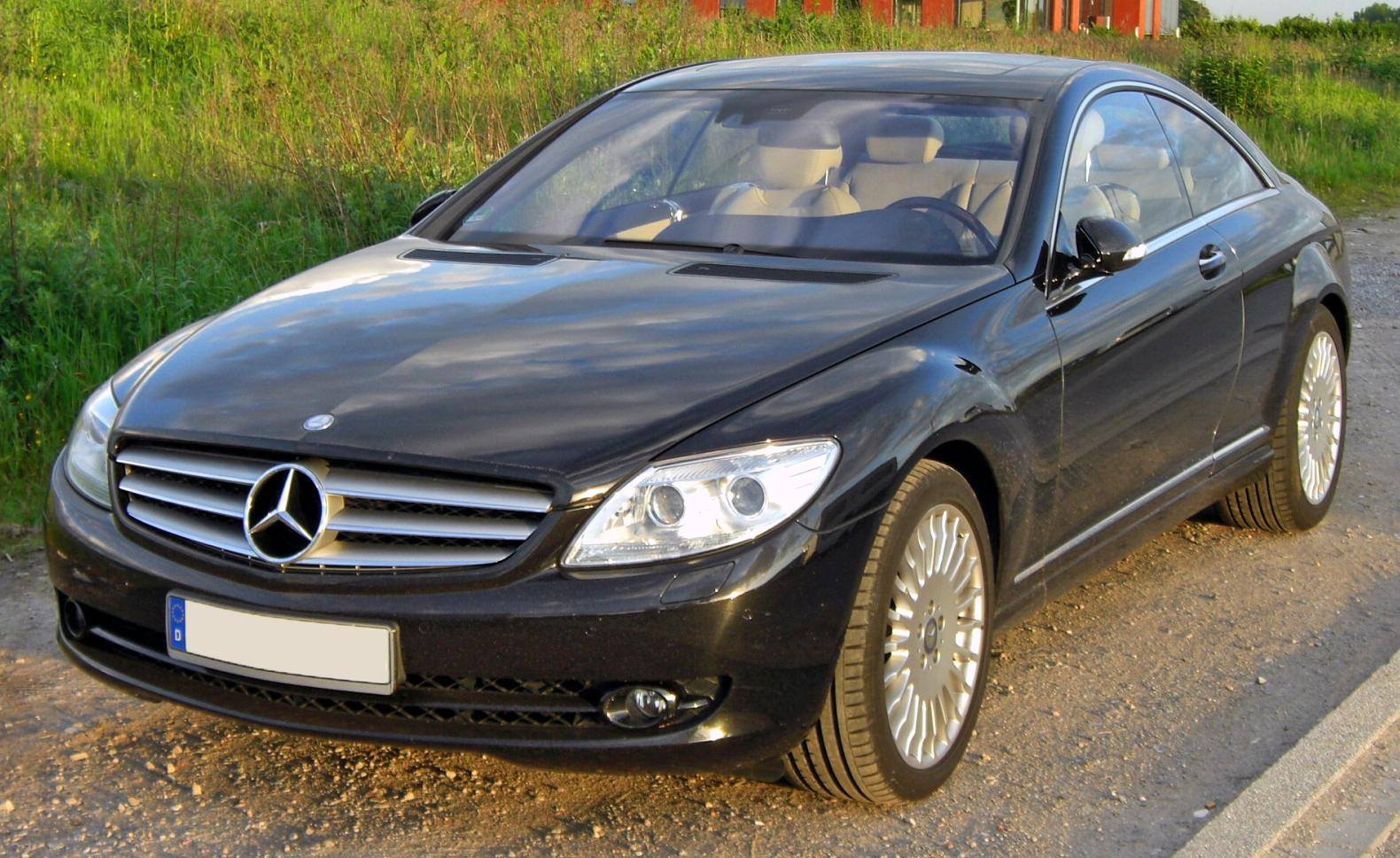
Mercedes-Benz CL500 2009
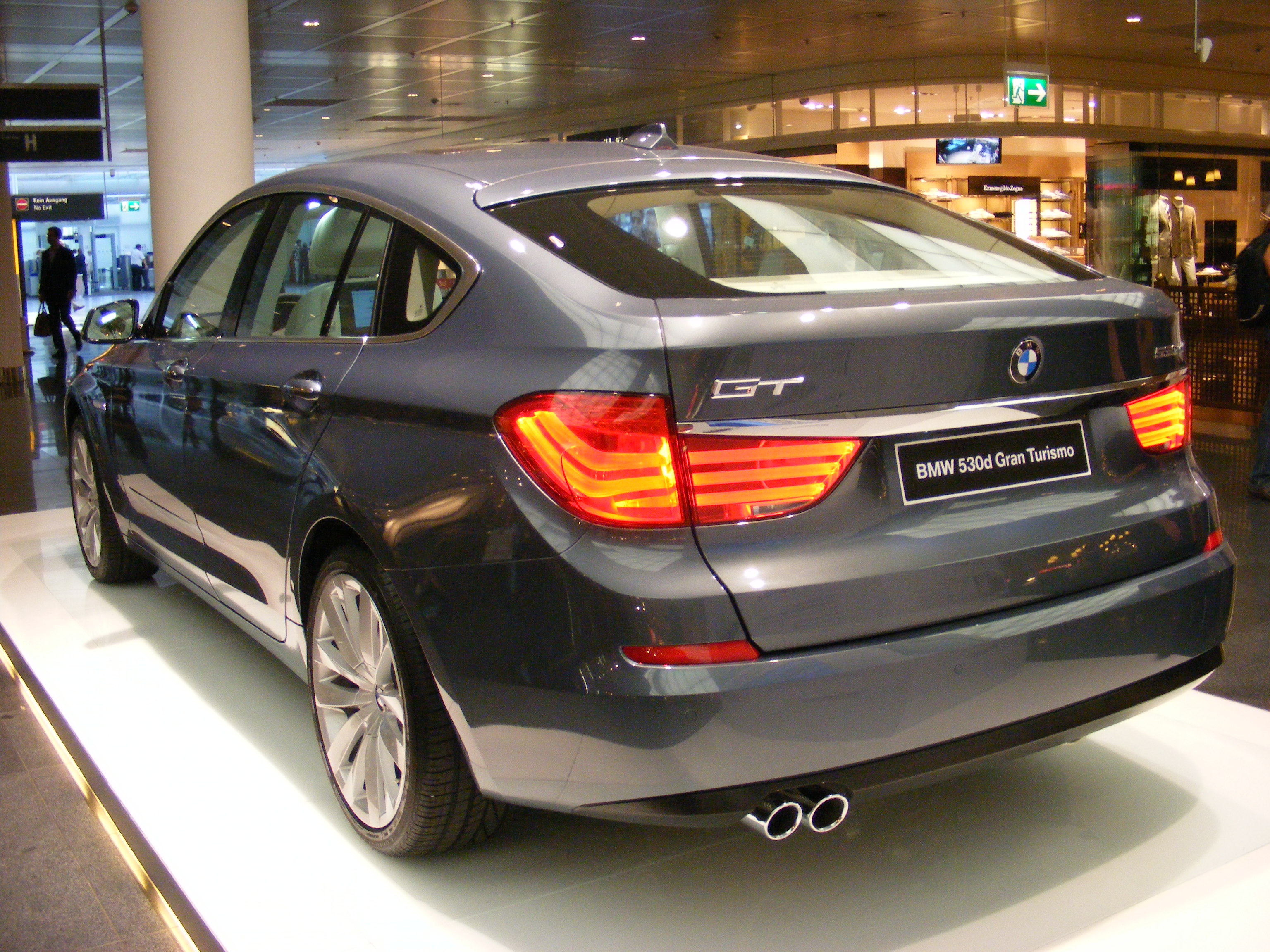
BMW 5-serie GT 2009

## Motorsport
Begreppet "Gran Turismo" har även förknippats med bilsport och då främst långdistanstävlingar, till exempel Le Mans 24-timmars, Mille Miglia, Targa Florio och Carrera Panamericana. Namnet är egentligen missvisande eftersom de bilar som tävlar i sportvagnsracingens GT-klasser är sportbilar, ombyggda för racing.
Internationella bilsportförbundet FIA definierar en GT-bil som en öppen eller täckt bil med max en dörr per sida och minst två sittplatser. Bilen ska vara möjlig att registrera för trafik, men anpassad för tävling på racerbana. FIA anordnar VM för GT1-bilar och EM för GT3-bilar, medan Automobile Club de l'Ouest kör två GT-klasser i Intercontinental Le Mans Cup. Därutöver finns olika nationella GT-mästerskap och enhetsserier såsom Porsche Carrera Cup.

### Exempel på GT-racers
| - Aston Martin DBR9 - BMW Z4 GT3 - Chevrolet Corvette Z06 GT3 - Ferrari 430 Scuderia | - Ford GT GT3 - Lamborghini Gallardo GT3 - Nissan GT-R GT1 - Porsche 911 GT3 |

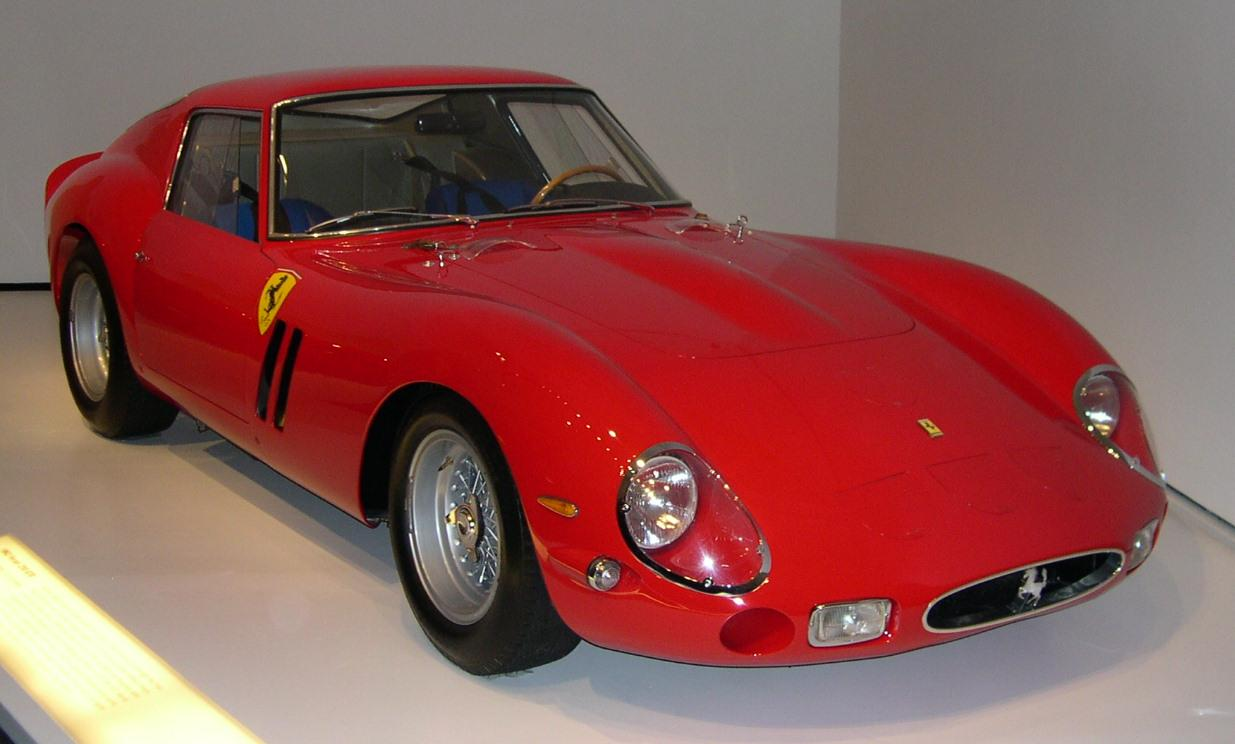
Ferrari 250 GTO 1962
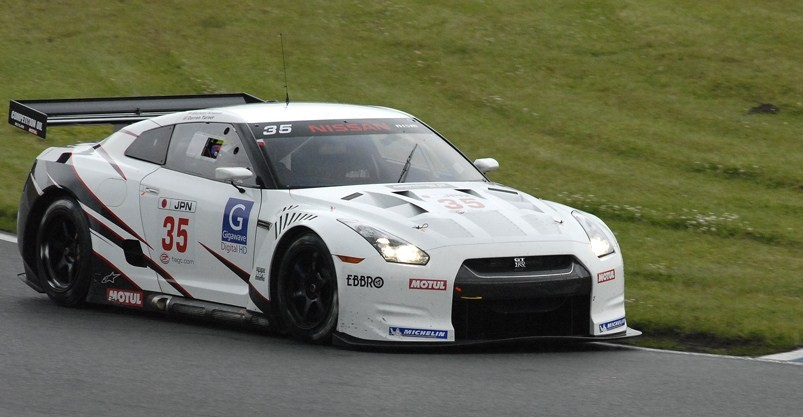
Nissan GT-R GT1
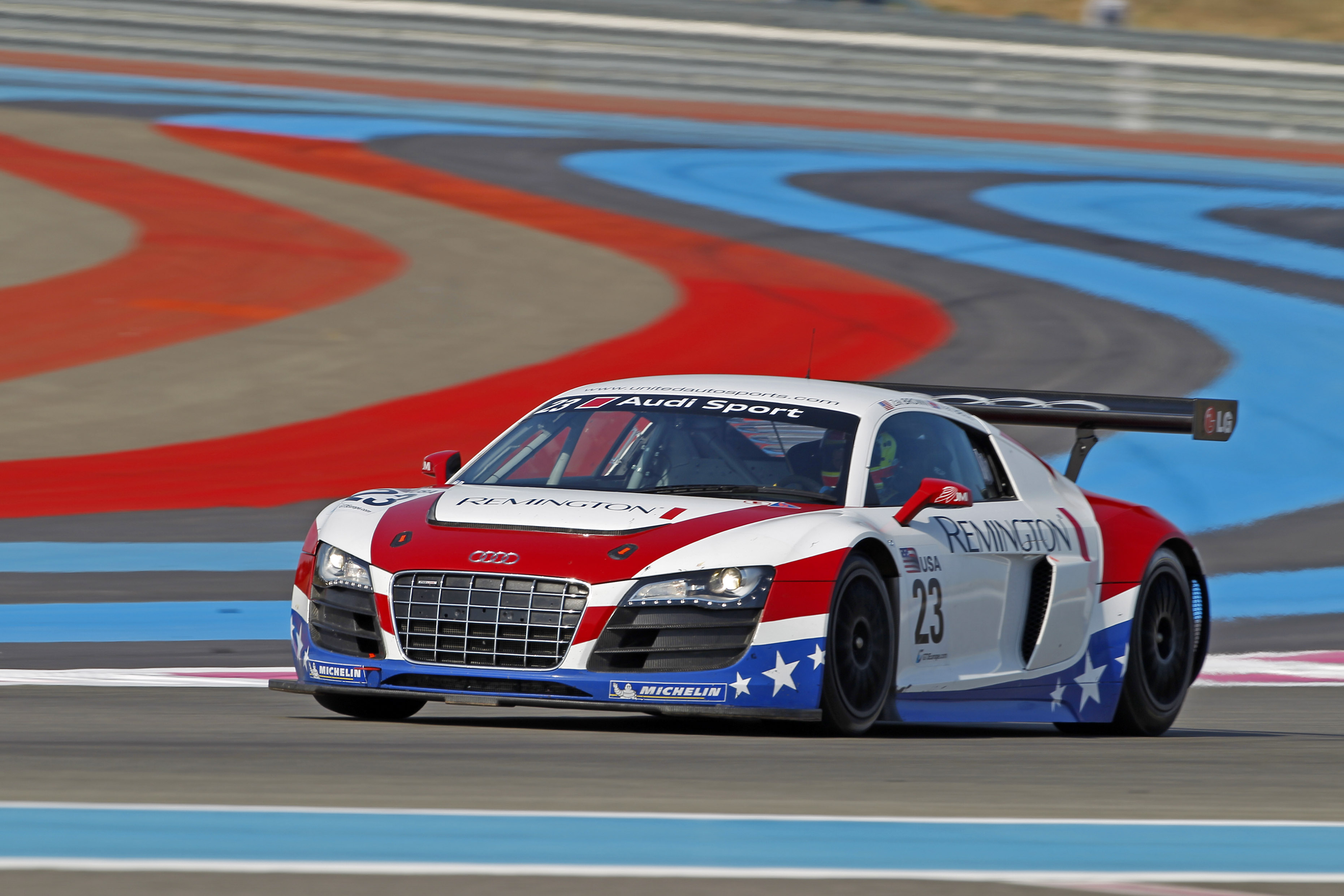
Audi R8 LMS
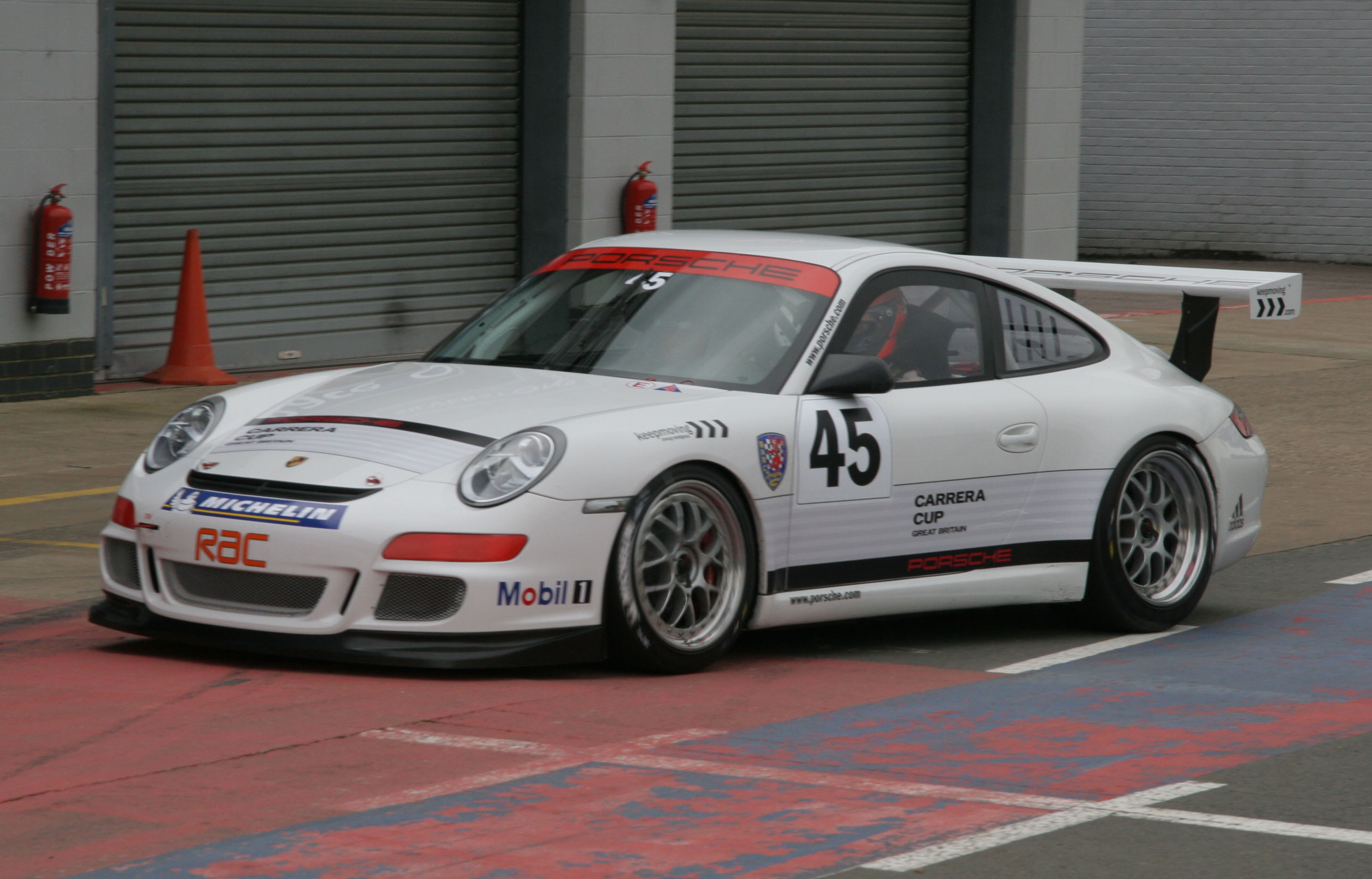
Porsche 997 Cup